# Дачное (станция метро)
«Да́чное» — ликвидированная наземная открытая станция Ленинградского метрополитена, единственная такого типа в его истории. Была временно конечной станцией Кировско-Выборгской линии в период с 1 июня 1966 года по 5 октября 1977 года, до открытия участка «Автово» — «Проспект Ветеранов». Располагалась в Кировском районе Ленинграда южнее станции «Автово», в стороне от одноимённого электродепо.
Станция была открыта 1 июня 1966 года. В связи со своим временным статусом и в целях экономии средств была построена наземной, рассчитанной на приём пятивагонных поездов, эксплуатировавшихся в то время на Кировско-Выборгской линии. После перевода в начале 70-х годов Кировско-Выборгской линии на эксплуатацию шестивагонных поездов, из-за недостатка длины платформы высадка пассажиров из последнего вагона (по прибытии) и последующая посадка в вагон осуществлялись только через две двери. Своё название станция получила по интенсивно застраивавшемуся в те годы микрорайону Дачное. Вестибюль станции располагался на Трамвайном проспекте (в створе восточного проезда бульвара Новаторов).

## Архитектура и оформление
«Дачное» — наземная станция открытого типа с одной (островной) платформой. Была выполнена по проекту архитектора К. Н. Афонской. В качестве платформы была использована заасфальтированная железобетонная плита шириной 8 м, перекрытая двухконсольным навесом из типовых ребристых плит. В междурёберном пространстве навеса были установлены ртутные газоразрядные лампы освещения. Навес опирался на один ряд железобетонных колонн, расположенных вдоль продольной оси платформы с шагом 4 м (типовой проект). В северной половине платформы прямоугольные колонны в нижней части были окольцованы деревянными скамьями для отдыха пассажиров.
В южном торце платформы располагался единственный лестничный спуск, одна половина которого использовалась для выхода в город к Трамвайному проспекту, а вторая — для входа на платформу из застеклённого кассового вестибюля.

## Путевое развитие
Станция была тупиковой и имела два станционных пути, заканчивавшихся у Трамвайного проспекта, и выполненных в виде тупикового ответвления от главных путей электродепо «Автово». Со стороны прибытия перед станцией располагался перекрёстный съезд. Поезда поочерёдно прибывали на соседние пути и после осуществления высадки и посадки пассажиров отправлялись обратно с этих же путей.

## Современность
Практическая эксплуатация станции показала, что из-за воздействия внешней среды Ленинграда на здания и сооружения метрополитена эксплуатация открытых наземных участков затруднительна. Впоследствии все вновь построенные наземные станции были защищены ограждающими конструкциями.
Станция была закрыта в 13 часов 5 октября 1977 года после начала пассажирского движения на участке «Автово» — «Проспект Ветеранов». Позже станционные пути и 3/4 пассажирской платформы были демонтированы, а кассовый вестибюль снесён. Оставшаяся часть платформы в дальнейшем была реконструирована в отдельно стоящее здание для нужд Госавтоинспекции: в подплатформенном пространстве устроены гаражи для автомобилей, а в пассажирской зоне разместились служебные помещения. Остатки бывшей станции можно увидеть по адресу Трамвайный проспект 18-а, где размещается МРЭО-5 ГИБДД.

## «Дачное» в кинематографе
Кадры с изображением станции до её закрытия можно встретить в фильмах, снятых киностудией «Ленфильм»: «Его звали Роберт» (1967), «Происшествие, которого никто не заметил» (1967) и «Шаг навстречу» (1975).
В фильме «Цвет белого снега», снятом студией «Экран» в 1970 году, значительная часть действия происходит на станции «Дачное», на которой главная героиня фильма работает контролёром.

## Комментарий
1. ↑  Наглядно это можно видеть при сравнении современного спутникового снимка и снимка 1966 года Архивная копия от 26 ноября 2016 на Wayback Machine